# Novopetrivka, Mahdalînivka
Novopetrivka (în ucraineană Новопетрівка) este localitatea de reședință a comunei Novopetrivka din raionul Mahdalînivka, regiunea Dnipropetrovsk, Ucraina.

## Demografie
Componența lingvistică a localității Novopetrivka
     Ucraineană (92,16%)
     Rusă (5,38%)
     Alte limbi (0,12%)
Conform recensământului din 2001, majoritatea populației localității Novopetrivka era vorbitoare de ucraineană (92,16%), existând în minoritate și vorbitori de rusă (5,38%) și armeană (2,34%).